# Catocala violenta
Catocala violenta là một loài bướm đêm thuộc họ Erebidae. Loài này có ở Colorado tới Arizona, phía đông đến Texas và into México.

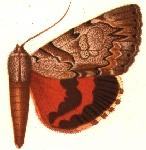
Hình minh họa

Sải cánh dài 70–80 mm. Con trưởng thành bay từ tháng 7 đến tháng 8 tùy theo địa điểm. Có một lứa một năm.
Ấu trùng ăn Quercus gambeli.